# Saint-Laurent-les-Bains
Saint-Laurent-les-Bains é uma ex-comuna francesa na região administrativa de Auvérnia-Ródano-Alpes, no departamento de Ardèche. Estendeu-se por uma área de 26,76 km². Em 2010 a comuna tinha 176 habitantes (densidade: 6,6 hab./km²).
Em 1 de janeiro de 2019, ela foi inserida no território da nova comuna de Saint-Laurent-les-Bains-Laval-d'Aurelle.